# Castillo de San Antón (La Coruña)
El castillo de San Antón es un castillo del siglo XVI que formó parte, junto con el Castillo de Santa Cruz y el Castillo de San Diego, de una red estratégica de castillos y baterías para defender la ciudad de La Coruña, en la comunidad autónoma de Galicia, España. Fue declarado Monumento Histórico Artístico en 1949 y desde 1994 ha pasado a ser considerado como un Bien de Interés Cultural con categoría de Monumento.
Desde su inauguración en 1968, alberga el Museo Arqueológico e Histórico de La Coruña.

## Historia

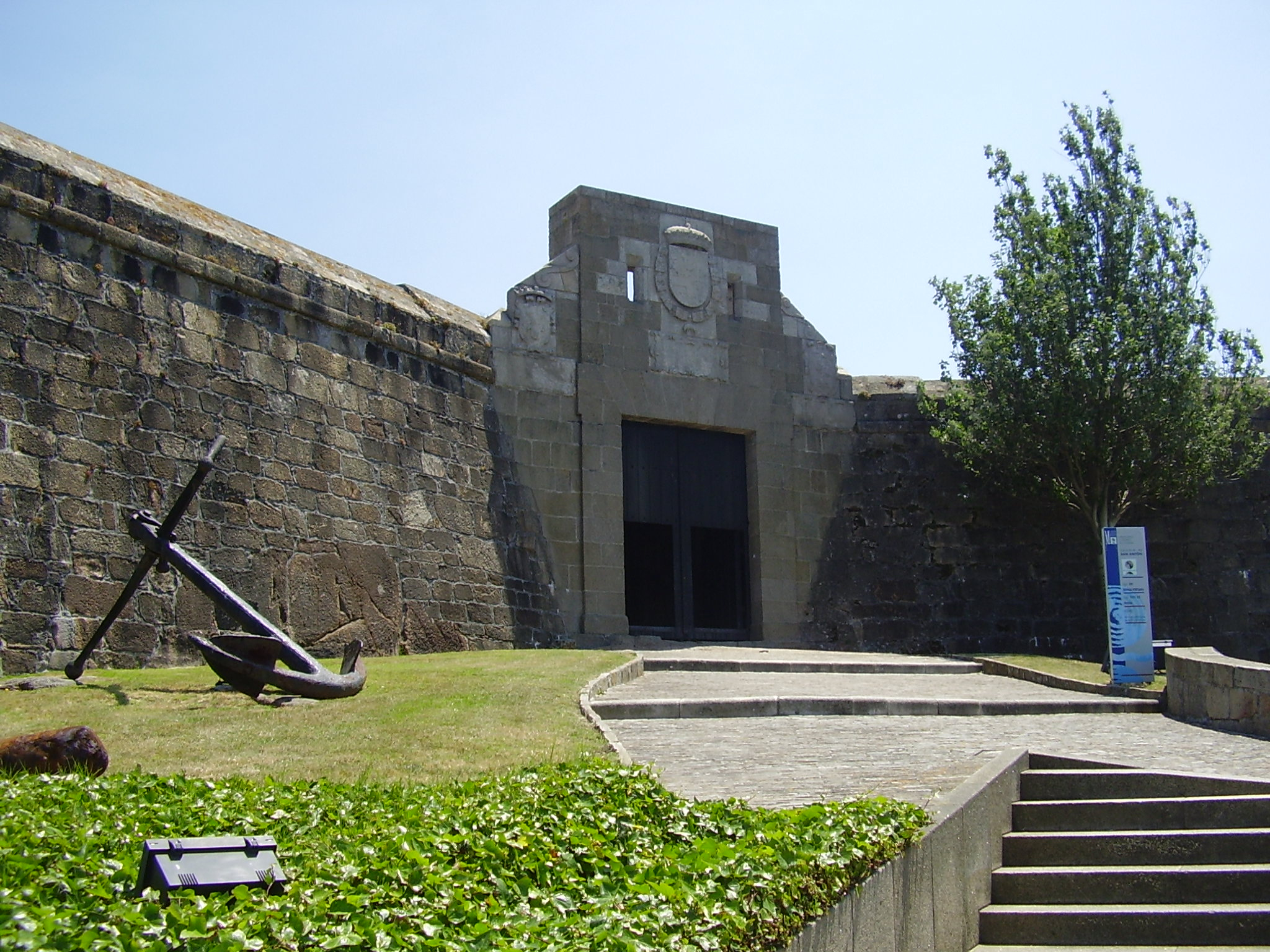
Entrada al castillo

Fue edificada esta antigua fortaleza en el que era entonces un pequeño islote en medio de la bahía coruñesa, en el que se encontraba una pequeña ermita dedicada a San Antón. Su propósito era defender la ciudad de los ataques desde el mar. Su construcción comenzó el año 1587, según indica una inscripción en la portada de la fortaleza.
Durante el ataque inglés de 1589 por parte de la Armada Inglesa, el castillo contribuyó con eficacia a la defensa de la ciudad, a pesar de estar inacabado. Tras el ataque, se continuó su construcción hasta la finalización de las obras en 1590.
A partir del siglo XVIII la fortaleza se convirtió en prisión, función que mantendría hasta su cesión al Ayuntamiento de La Coruña en 1960.

### La nueva arquitectura militar

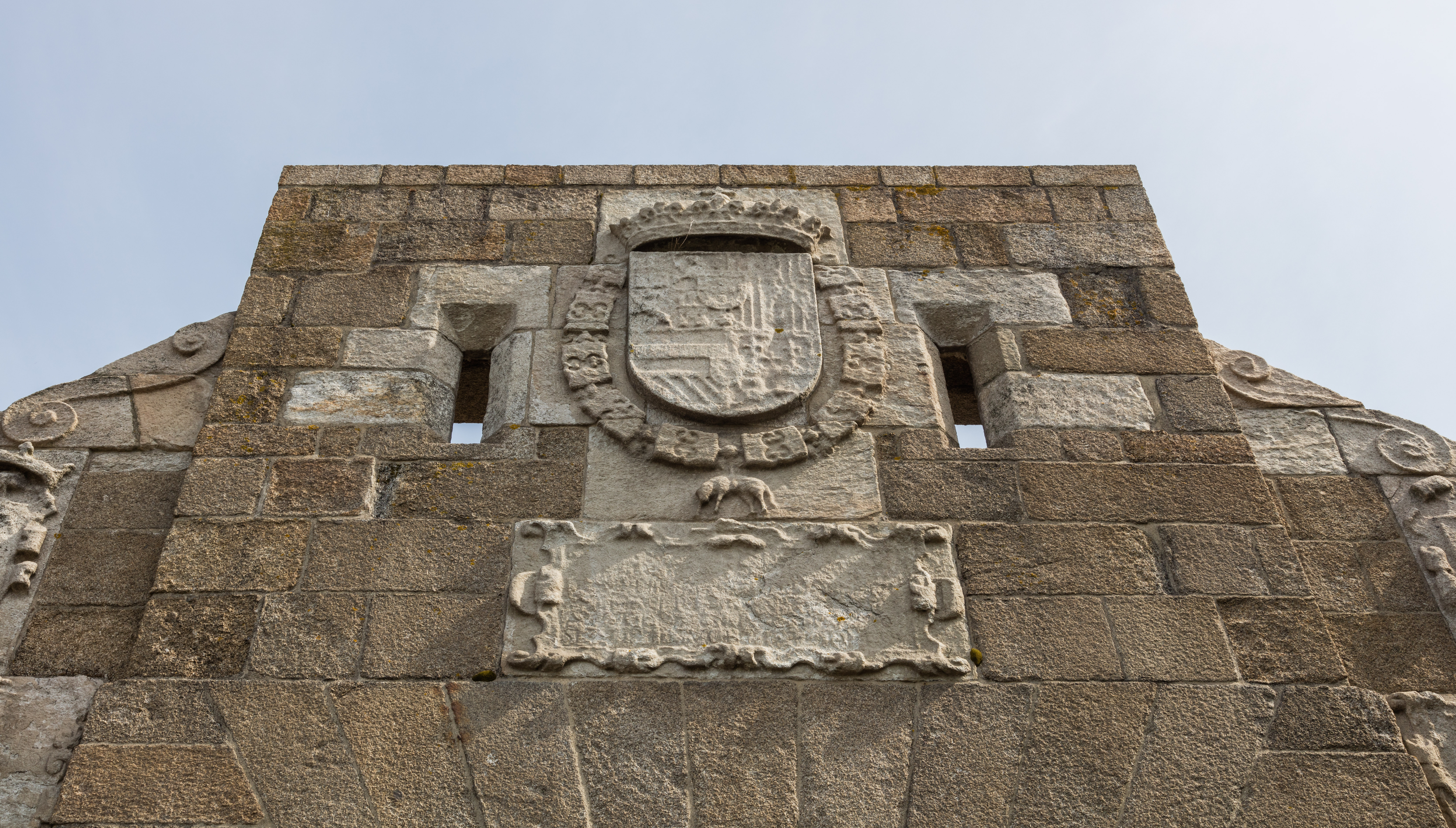
Escudo sobre la entrada principal

Las tres invasiones sucesivas de Italia por los ejércitos franceses a principios del Renacimiento obligaron a las ciudades italianas a levantar murallas adaptadas a los avances de la potente artillería gala.
Estas experiencias fortificadoras originaron la arquitectura militar moderna abaluartada. En aquellas obras se formaron muchos de los primeros ingenieros que después sirvieron en los ejércitos de Carlos V, como Juan Bautista Calvi, Ferramolino o Escrivá, autores de los nuevos abaluartamientos españoles de principios del siglo XVI, ya fuese en la península ibérica, en las posesiones europeas o posteriormente en América.

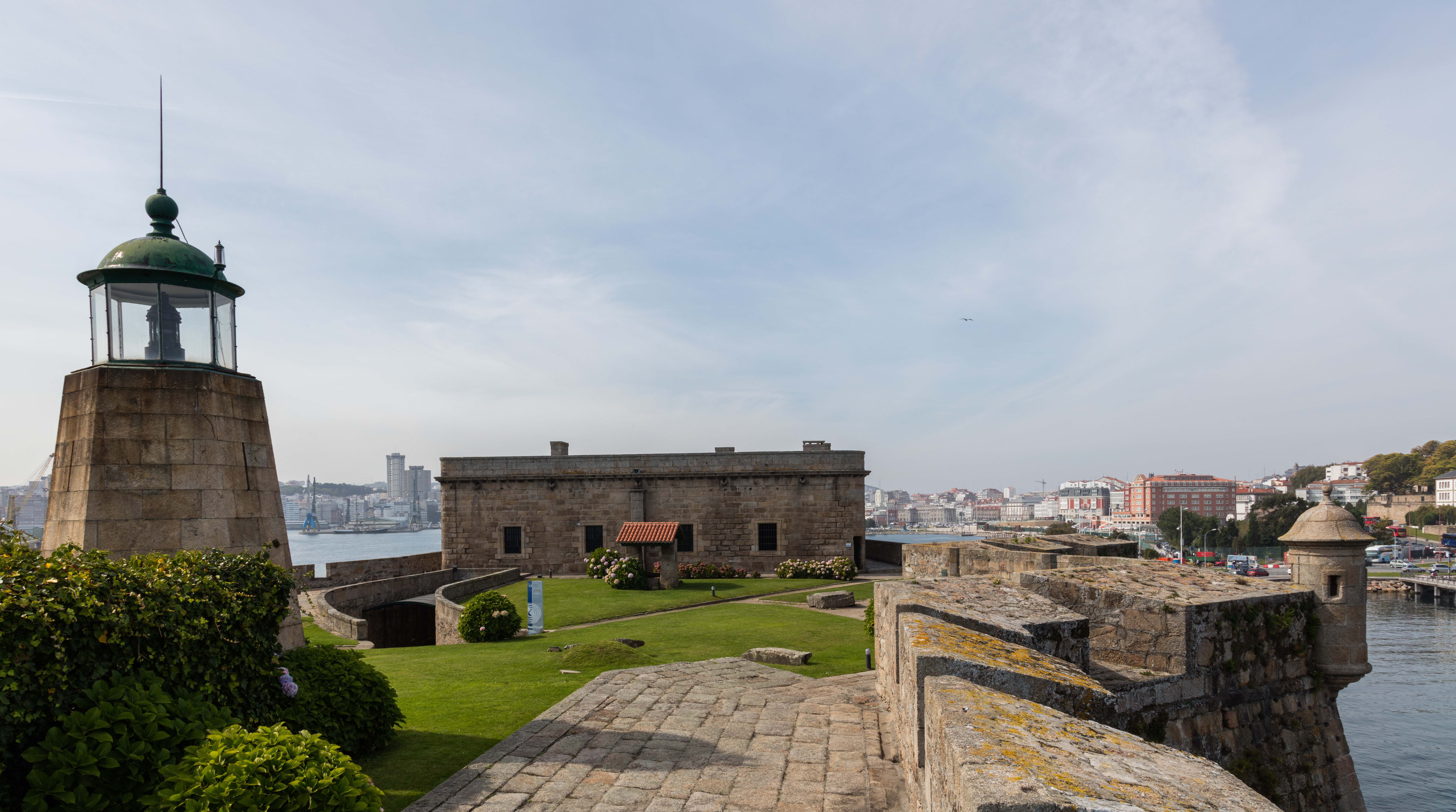
Vista general desde la parte posterior del castillo.

Uno de los modelos de fortaleza moderna, fruto de la experimentalidad de los primeros años, fue el castillo de San Telmo en Nápoles, construido en 1537 por el arquitecto Pedro Luis Escrivá para el virrey español don Pedro de Toledo, en el que se sustituyen las complejas trazas abaluartadas por una simple forma de estrella irregular, cubriendo todo el recinto, militarmente autosuficiente y geométricamente inexpugnable. Una solución similar la encontraremos en Galicia años después, cuando el ingeniero Pedro Rodríguez Muñiz construía en la bahía de La Coruña un fuerte renacentista de San Antón, un modelo italiano adaptado a una isla. Su estructura alargada responde a la forma del promontorio, con un frente orientado hacia el puerto, formada por dos semibaluartes flanqueando la entrada. En el interior existe un patio de armas protegido por cortinas abovedadas laterales y, en el otro extremo, orientada hacia la ría, una plataforma estrellada para la artillería. El conjunto adquirió una singular forma de barco, pez y castillo.

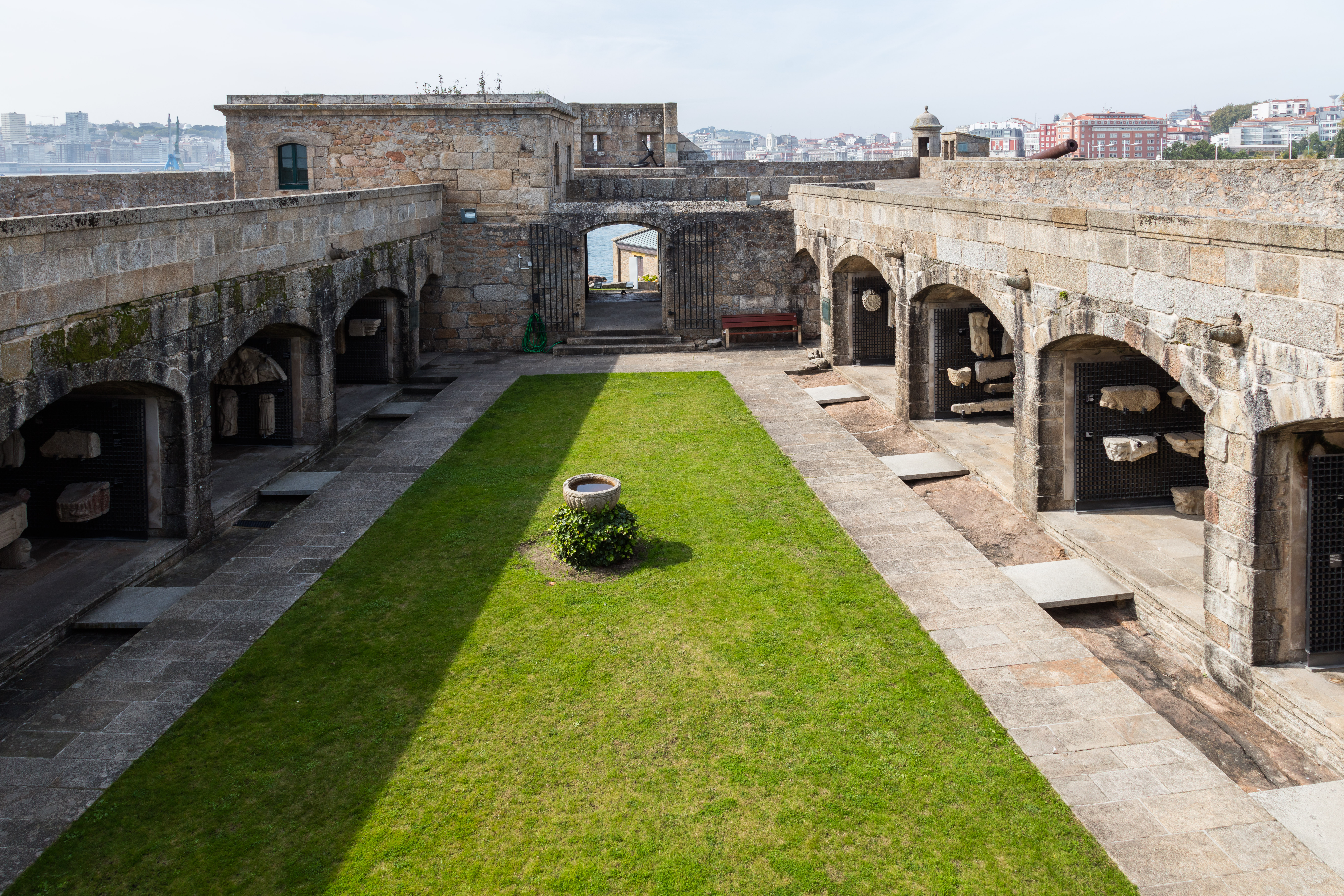
Patio interior.

Los gobernantes de La Coruña se fijaron en el peñasco del lazareto de San Antón en 1528, pequeña isla de la bahía, como lugar idóneo para levantar un castillo que protegiera el puerto, condición previa para conseguir una Casa de Contratación, tal y como se pidiera a la Corte. La idea del emplazamiento del fuerte fue referendada por el ingeniero Fratín, inspector de fortificaciones de Felipe II, quien autorizó la construcción de la que se encargó Rodríguez Muñíz, profesor de la Real Academia de Matemáticas, que se encontraba en Galicia al servicio del capitán general marqués de Cerralbo.
Algún documento hace referencia al uso en su construcción de peldaños de la escalera exterior de la arruinada Torre de Hércules. Con las obras iniciadas, el castillo fue testigo de la partida de la Invencible y de la expedición de réplica emprendida por Francis Drake en mayo de 1589. Desde sus incompletos muros, dos compañías de soldados y varios cañones protegieron eficazmente el flanco sur de la Ciudad Vieja. Pero su diseño, adaptado a la artillería del siglo XVI y al porte de los galeones de la época, dejó pronto obsoleta su eficacia militar. Los buques del siglo XVIII eran mucho más altos que el castillo, quedando desprotegidas sus plataformas. Los proyectos de reforma se harían esperar, acometiéndose solamente la reconstrucción de las naves interiores.

El cuartel del castillo hasta 1777 consistía en una modesta edificación de dos plantas tras la que se construía una gran cisterna abovedada. Un primer proyecto del ingeniero militar Baltasar Ricaud proponía ampliar estas dependencias, pero lo ejecutará su sucesor, el ingeniero López Sopeña, autor de la actual Casa del Gobernador, un interesante palacete neoclásico de dos plantas, destinada a cuartel la inferior, y la superior distribuida entre dos viviendas y la capilla. El ingeniero militar Eustaquio Giannini realizó la plataforma de comunicación del castillo de San Antón y la restauración de la vecina Torre de Hércules a finales del siglo XVIII. El conjunto estratégico para la defensa de Coruña lo formarán, junto con San Antón, los castillos de San Diego y Santa Cruz, quedando así fortificada la ría a partir del siglo XVIII.

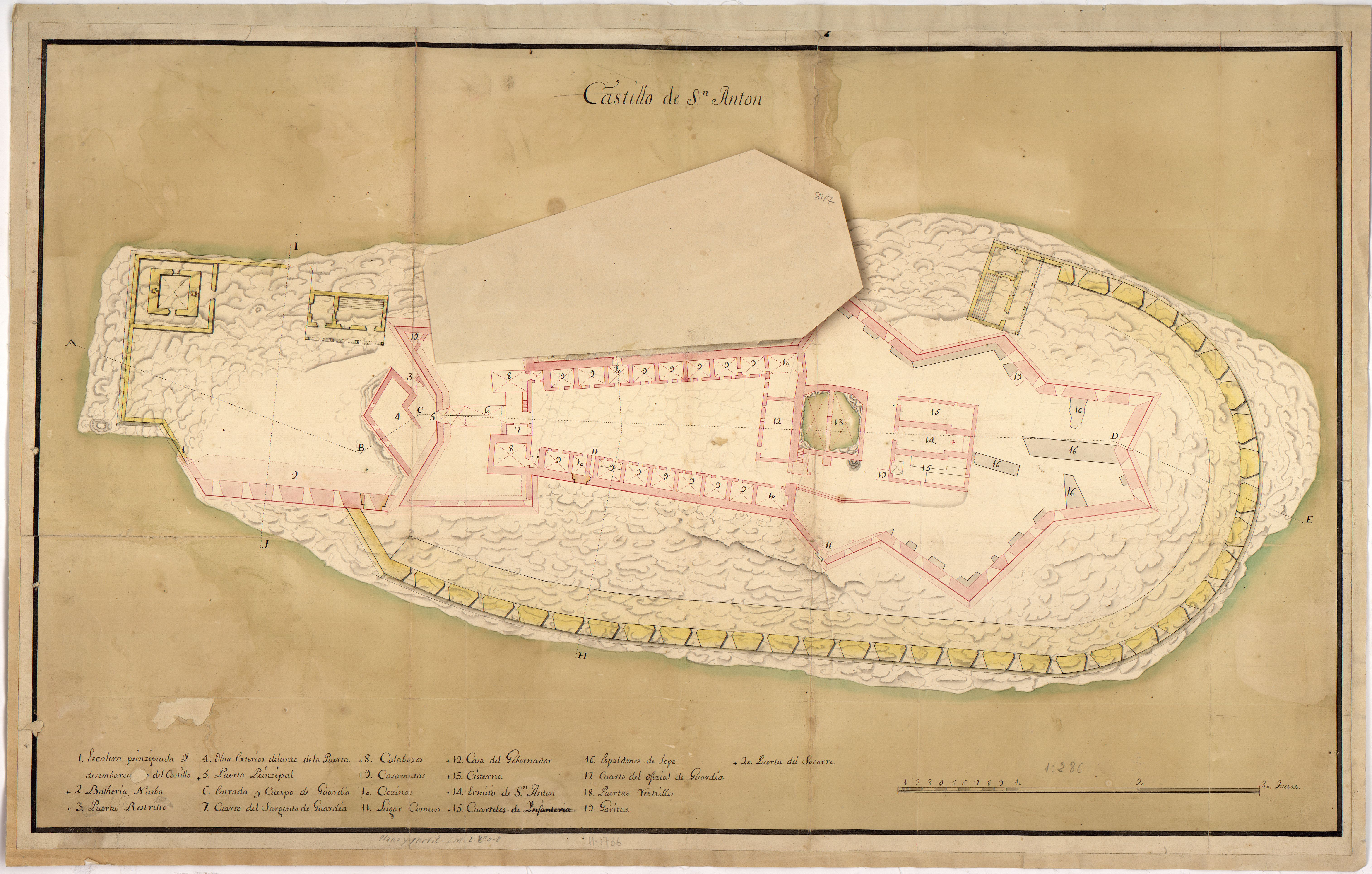
Castillo de San Antón 1736?
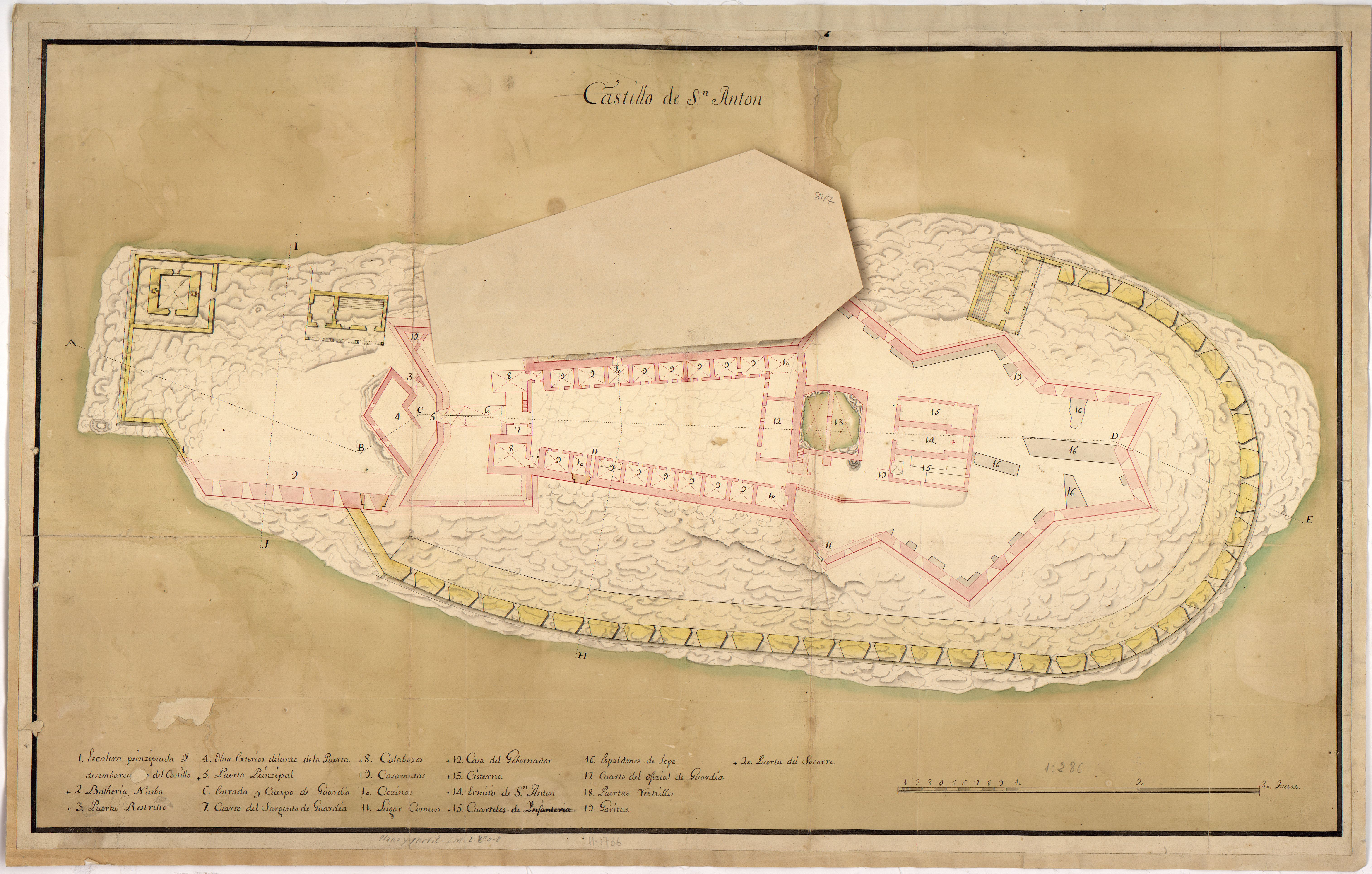
Castelo de San Anton 1736?
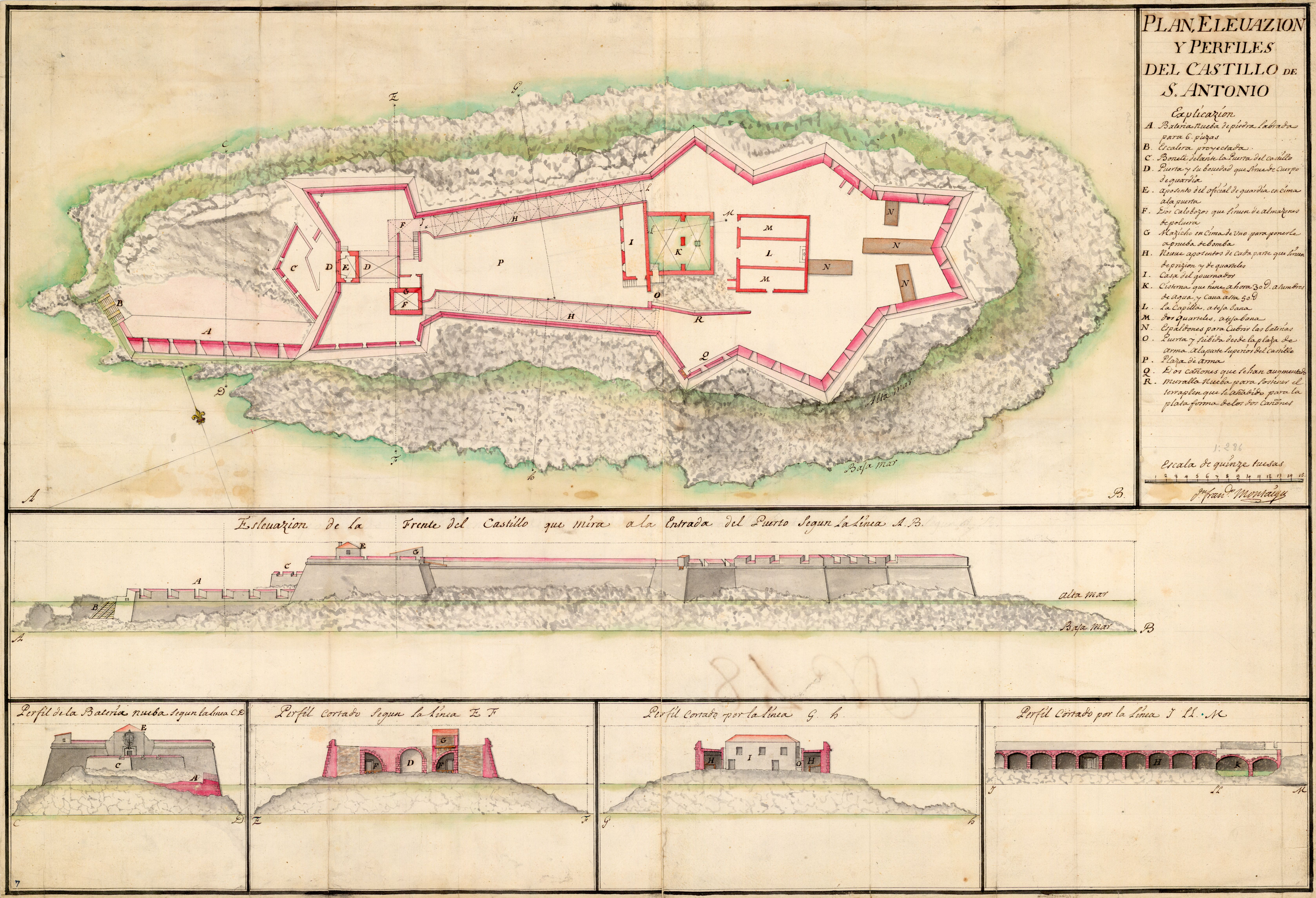
Plan, Elevazion y Perfiles del Castillo de S. Antonio / dn. Franco. Montaigú 1726?
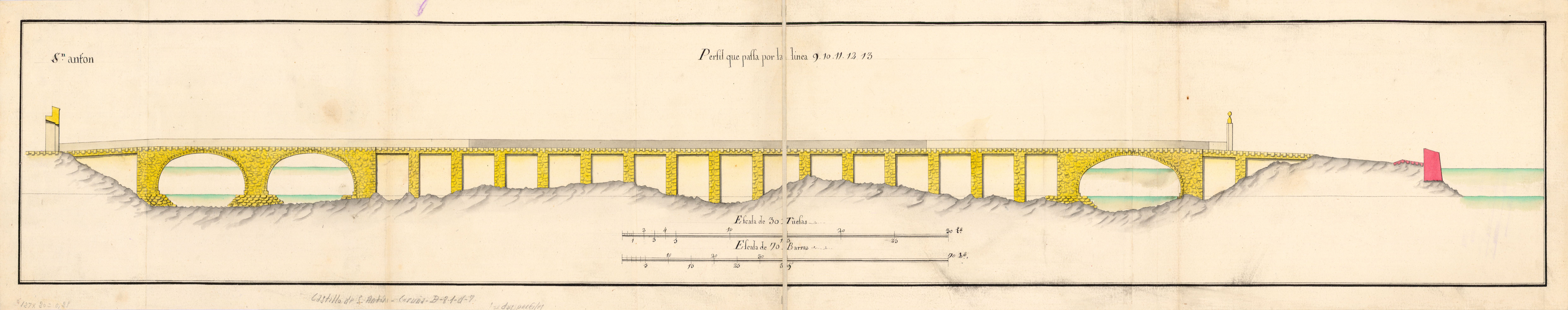
Plan, Elevazion y Perfiles del Castillo de S. Antonio / dn. Franco. Montaigú 1736?
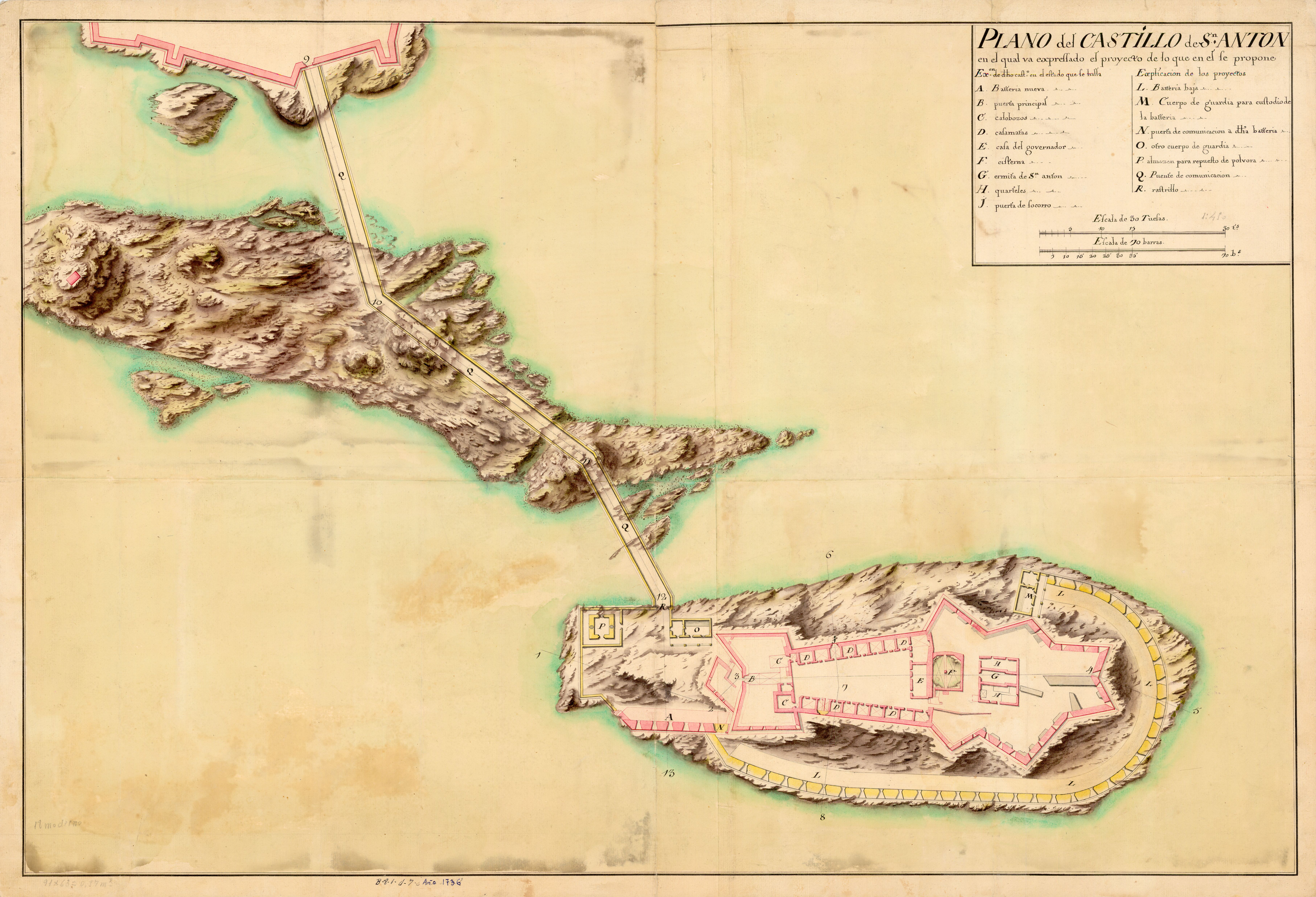
Plan, Elevazion y Perfiles del Castillo de S. Antonio / dn. Franco. Montaigú 1736?

## Descripción

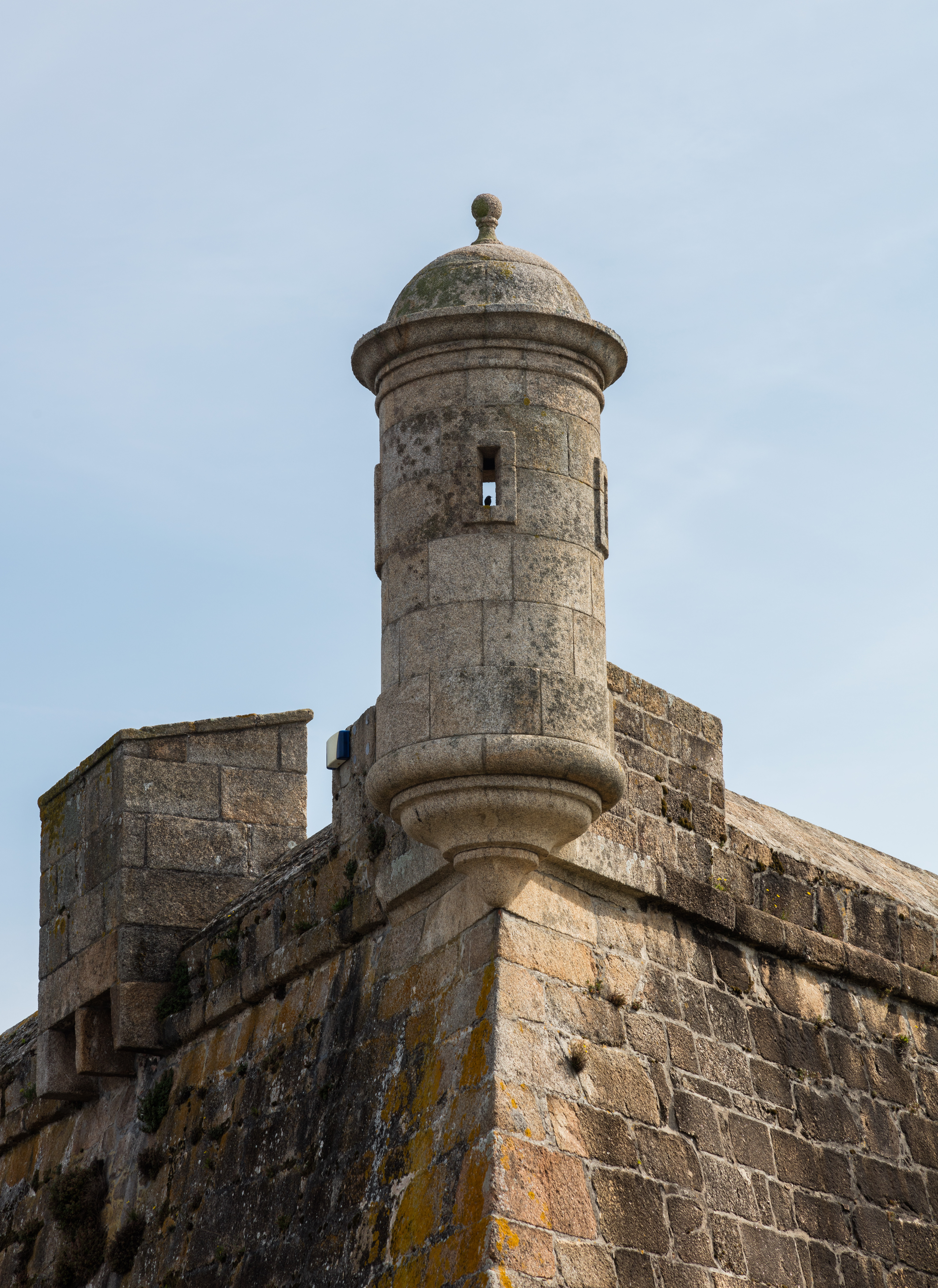
Puesto defensivo

En la planta baja, antiguas dependencias de la guarnición del castillo, se exponen piezas de los diversos períodos de la Prehistoria e Historia Antigua de Galicia, procedentes en su mayor parte de excavaciones arqueológicas en yacimientos de la provincia. Mención especial merece la colección de orfebrería pre y protohistórica, con piezas tan notables como el casco de la Edad del Bronce de Leiro, los torques del castro de San Lorenzo de Pastor, O Pino, o el conjunto de orfebrería calcolítica de Cícere (gargantilla de tiras, diademas y otras piezas).
En la planta alta, que ocupa la llamada Casa del Gobernador, en donde residieron no solo gallegos ilustres, como Juana de Vega y su marido el General Mina, sino que también antecesores de otros como Francisco Vázquez que llegaría a ser alcalde de la ciudad, se recuerdan algunos hitos de la historia de la ciudad: expedición de la Armada Invencible y posterior ataque de Drake en 1589, con intervención heroica de María Pita, el capitán Juan Varela, el capitán Troncoso y otros muchos coruñeses y vecinos de los próximos lugares; en él sufrieron encarcelamiento presos ilustres, como Malaspina, Macanaz o Porlier. En La Coruña tuvo lugar el 16 de enero de 1809 la batalla de Elviña en la que fallecieron dos generales. Por parte de los británicos el teniente general jefe de aquel Ejército Sir John Moore, y por parte francesa el general de brigada Ives Manigaul-Gaulois. También se conservan la capilla de la Virgen del Rosario y su sacristía anexa.

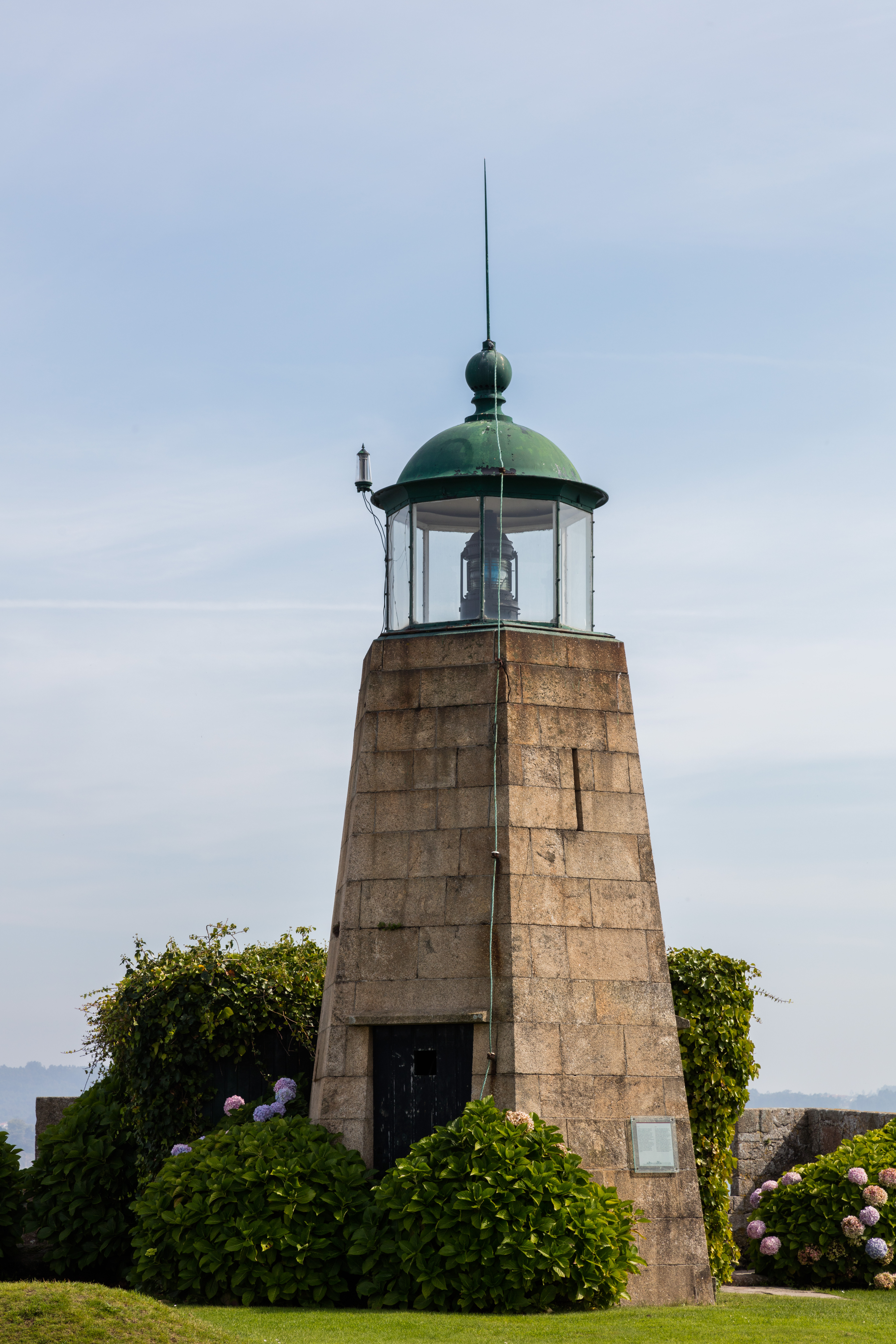
Faro dentro del castillo

El 30 de mayo de 2009, en un documental de la TVG Europa, se habló de la posibilidad de que Manuel Blanco Romasanta hubiera muerto en este castillo.

## Gobernadores
| Año       | Gobernador                         |
| 1768-1769 | Cap. D Cayetano Gonzalez           |
| 1770-1771 | D. Joseph Beltrán                  |
| 1772-1785 | Cap D. Joseph Beltrán              |
| 1786-1787 | T. C. D. Antonio Gonzalez Riomayor |